# Angels (film 1994)
Angels (Angels in the Outfield) è un film statunitense del 1994 diretto da William Dear.

## Trama
Roger è un ragazzo di 12 anni che ha perso la madre e vive in una casa-famiglia. Il padre, che non lo vuole, gli ha promesso che si ricongiungeranno quando la scalcinata squadra di baseball degli Angels vincerà il campionato. Questo abbandono del figlio sembra dovuto al dolore per la perdita della moglie. Roger segue le partite della squadra con l'amico Jp. La squadra però non è molto forte e perde una partita dopo l'altra, guidata dal disilluso allenatore George Knox che litiga in continuazione con il cronista ufficiale degli Angels (il quale aveva rovinato la carriera a Knox causandogli un infortunio durante una partita).
Roger prega affinché la squadra vinca il campionato e appaiono dei veri angeli, guidati dal simpatico ed eccentrico Al, che cominciano ad aiutare i giocatori a vincere la prima partita. Jp viene estratto a sorte fra gli spettatori per farsi scattare una fotografia con l'allenatore Knox, ma cede questa opportunità all'amico Roger, che rivela a Knox che la vittoria è merito degli angeli. Knox ovviamente non gli crede ma dopo aver vinto un'altra partita decide di utilizzare Roger come portafortuna. E sarà Roger, dalla tribuna, a suggerire quali giocatori, in base alla vicinanza degli angeli, mettere in campo rilanciando così anche giocatori considerati ormai finiti.
Quando mancano due partite alla fine del campionato, Roger viene chiamato in tribunale. Gli Angels perdono e Roger scopre che, nonostante gli sforzi degli angeli, il padre l'ha abbandonato definitivamente. Alla vigilia dell'ultima partita il cronista, informato involontariamente da Jp, rende nota la storia degli angeli mettendo in cattiva luce Knox. Il presidente del club ordina all'allenatore di smentire, pena l'esonero. Ma alla conferenza stampa si presentano anche Jp e Roger, e Knox conferma la storia degli angeli trovando l'appoggio dei giocatori. Non solo non viene licenziato ma la squadra vince l'ultima partita e il campionato stavolta senza aiuti divini. Knox, ormai affezionatosi a Roger e Jp, decide di adottarli, avverando il loro sogno di diventare fratelli.

## Sequel
Angels ha avuto due seguiti: Angeli alla meta (Angels in the Endzone) del 1997 e Un diamante con le ali (Angels in the Infield) del 2000.